# Rishikesh
Rishikesh (Hindi: ऋषिकेश, Ṛṣikeś; von Sanskrit rishi = „Weiser“, „Seher“) ist eine indische Stadt im Bundesstaat Uttarakhand.
Rishikesh hat ungefähr 70.000 Einwohner und liegt in einer Höhe von 372 m. Von Delhi ist sie 225 km entfernt, von der bedeutenden Pilgerstadt Haridwar 24 km.
Rishikesh ist Ausgangspunkt für Pilger zu den heiligen Orten im Garhwal-Gebirge: Badrinath, Kedarnath, Yamunotri, Gangotri und Gaumukh, der Quelle des Ganges.
Das am Fuße des Himalaya gelegene Rishikesh ist eine bekannte Pilgerstadt. Durch Rishikesh fließt der Ganges, der hier nicht nur durch mythologische Bedeutsamkeit als heiliger Fluss, sondern auch durch klares Wasser und landschaftliche Schönheit besticht. Der Ganges verlässt hier den Himalaya und fließt dann weiter durch die Ebenen Nordindiens bis zum Golf von Bengalen.
In Rishikesh gibt es eine Vielzahl an Tempeln und Ashrams, sowohl historische als auch in neuerer Zeit erbaute. Die Stadt zieht jährlich Tausende von Pilgern und Touristen an, sowohl aus Indien als auch aus westlichen Ländern. Sie beherbergt etliche Yoga-Zentren, die teilweise auf eine lange Tradition zurückblicken. Rishikesh hat daher den Ruf, die „Yoga-Hauptstadt“ der Welt zu sein. Hindus glauben, dass eine Meditation in Rishikesh, ebenso wie ein Bad im heiligen Fluss Ganges, näher zur Erlösung (Moksha) führt.
Zu den Sehenswürdigkeiten zählen das Triveni Ghat und der Bharat Mandir, der älteste Tempel der Stadt.
Während der 1960er Jahre besuchten die Band The Beatles (1968) und mehrere andere Musiker wie Mike Love von den Beach Boys und Donovan den dortigen Ashram von Maharishi Mahesh Yogi, um zu meditieren; dieser Ashram mit seinen markanten eiförmigen Pavillons wurde 1997 aufgegeben und verfällt seitdem. Trotzdem ist der Ashram eine beliebte Touristenattraktion der Stadt. 
Rishikesh ist von Delhi mit dem Dehradun-Shatabdi Express erreichbar. Man verlässt den Zug in Haridwar und fährt mit Taxi oder Bus weiter. Da Rishikesh sich auf beiden Seiten des Ganges ausbreitet, ermöglichen zwei Fußgängerbrücken die Überquerung des Flusses. 

## Galerie

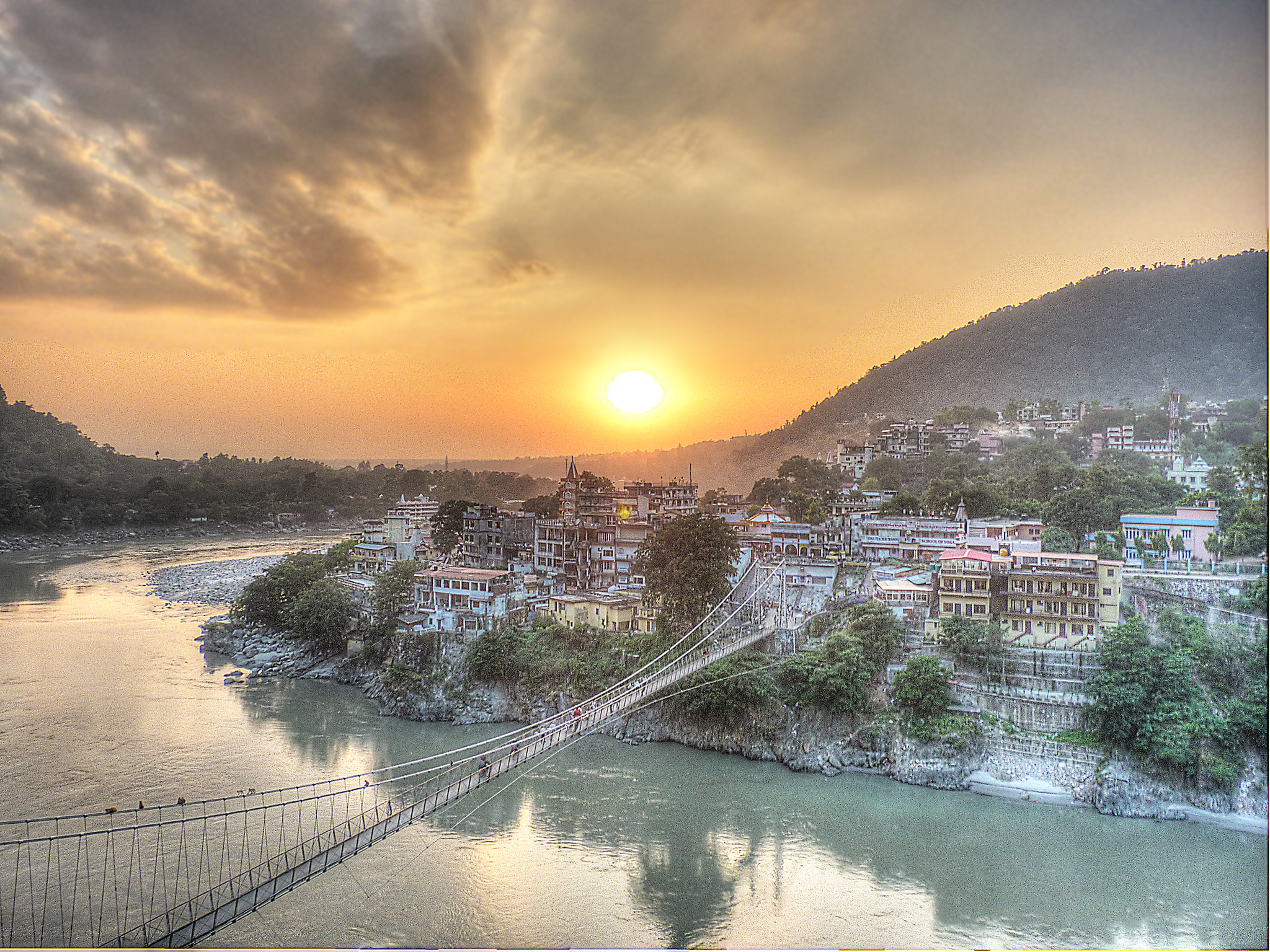
Die Brücke Lakshman Jhula
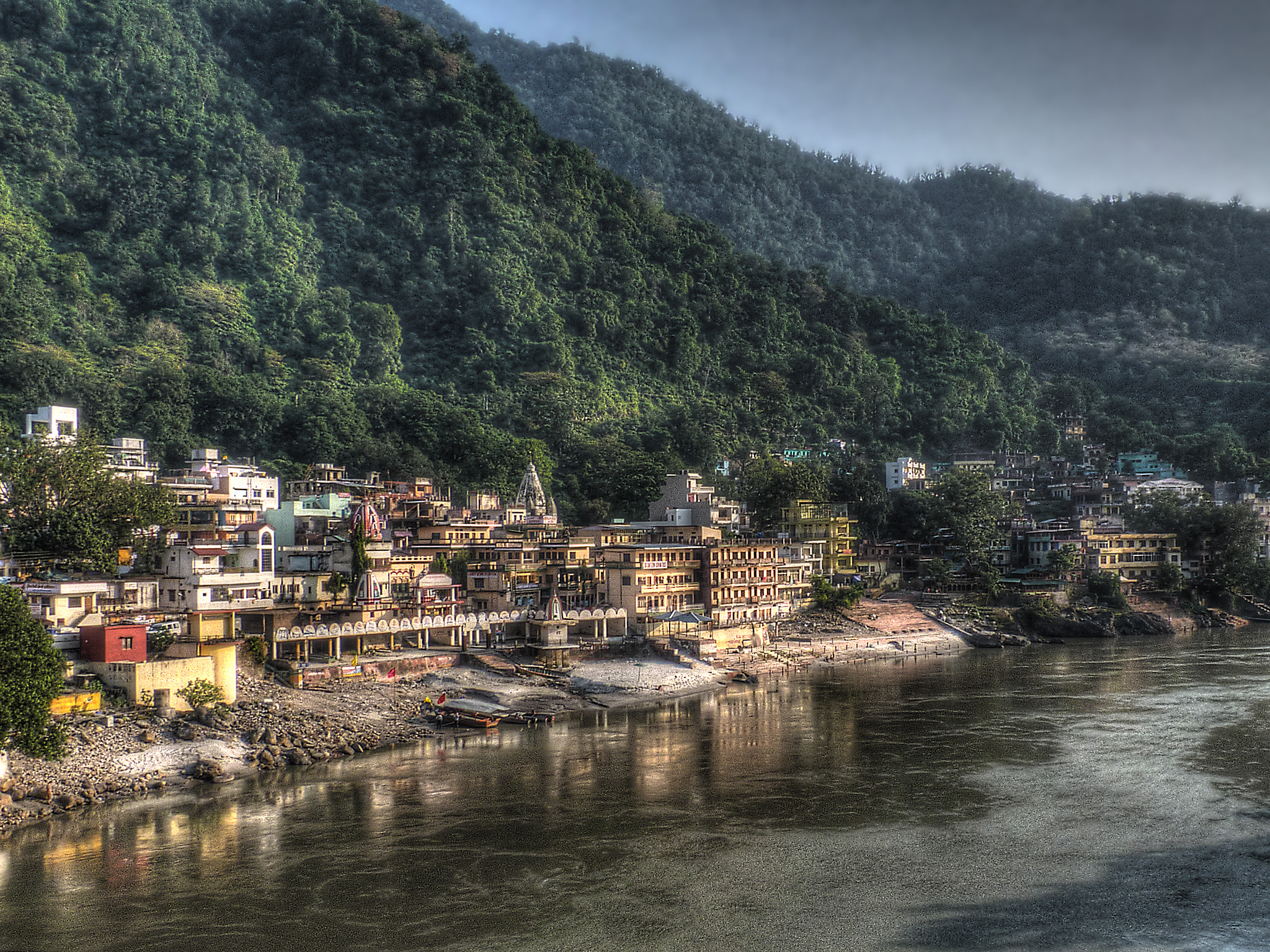
Blick auf Rishikesh vom Ganges
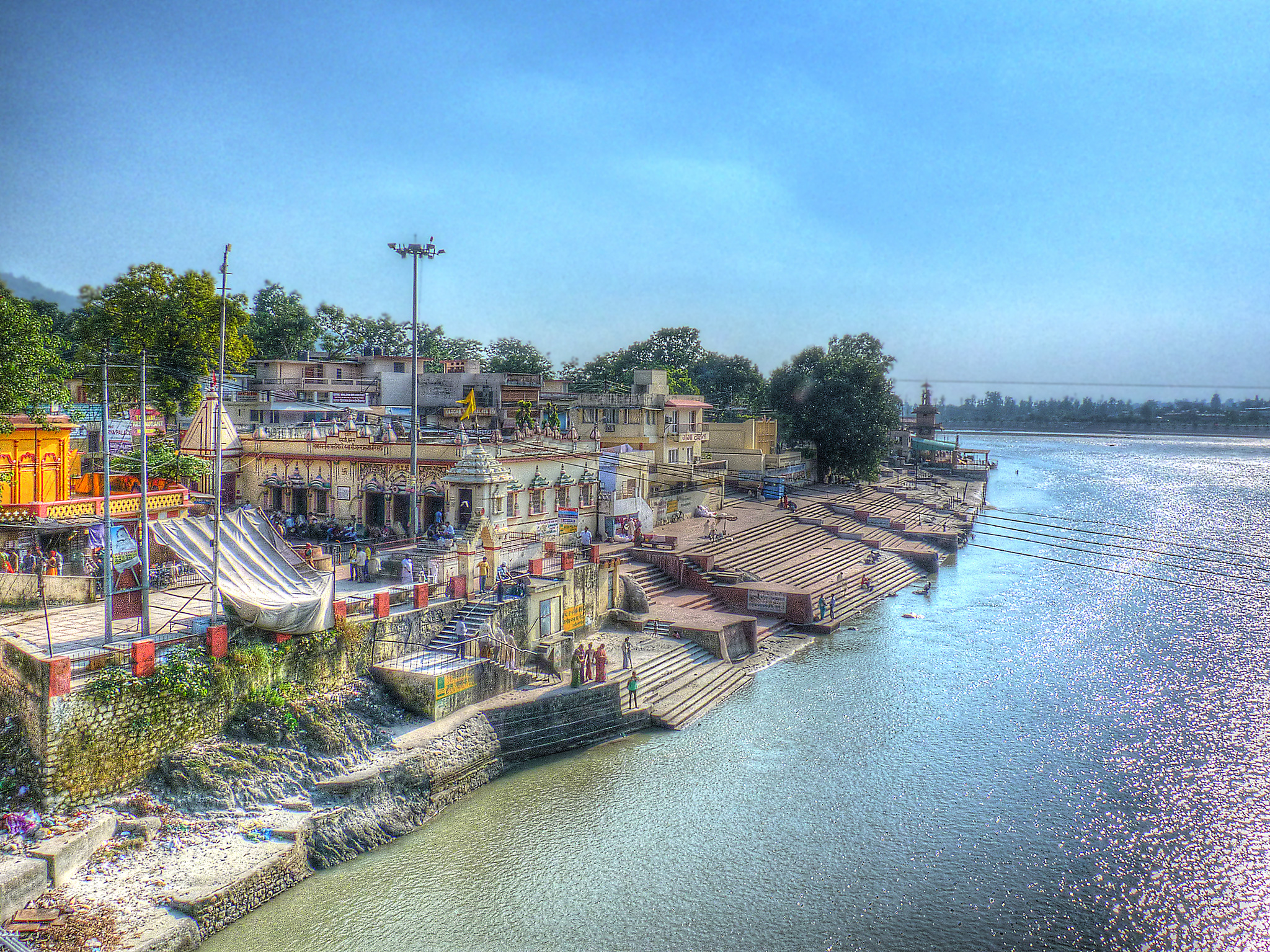
Blick auf Rishikesh vom Ganges

## Persönlichkeiten
- Neha Kakkar (* 1988), Sängerin